# Orchestina dalmasi
Orchestina dalmasi är en spindelart som beskrevs av Denis 1956. Orchestina dalmasi ingår i släktet Orchestina och familjen dansspindlar.
Artens utbredningsområde är Marocko. Inga underarter finns listade i Catalogue of Life.